# بیبینکا
بیبینکا (انگلیسی: Bebinca) یک کیک لایه‌ای از غذاهای هندی-پرتغالی در گوا، هند است. در پخت سنتی تنوری کردن، بیبینکا بین ۷ تا ۱۶ لایه دارد، اما نانوایی‌ها می‌توانند دستور پخت کیک را بنا به راحتی و سلیقه تغییر دهند.